# Diplazium latisectum
Diplazium latisectum är en majbräkenväxtart som beskrevs av Carl Otto Rosendahl.
Diplazium latisectum ingår i släktet Diplazium och familjen Athyriaceae. Inga underarter finns listade i Catalogue of Life.